# Guaranita yaculica
Guaranita yaculica is een spinnensoort uit de familie trilspinnen (Pholcidae). De soort komt voor in Argentinië. 